# موتگی
موتگی (به لاتین: Motegi, Tochigi) یک شهرک در ژاپن است که در استان توچیگی واقع شده‌است.

## خصوصیات
موتگی ۱۷۲٫۶۹ کیلومترمربع مساحت و ۱۳٬۵۰۱ نفر جمعیت دارد.